# Далаки
Далаки (персијски: دالكي‎‎; таође романизовано као Дāлакī; такође познат као Далики) је град у централном округу дистрикта Даштестан, провинције Бушер, Иран. На попису из 2006. године, њено становништво бројало је 7.861, у 1.637 породица.